# Mario Vega
Mario Daniel Vega (Cutral Có, 3 giugno 1984) è un ex calciatore argentino, di ruolo portiere.

## Carriera
Approda al River Plate dopo due anni trascorsi tra i pali del Nueva Chicago; partendo come riserva, diventa il portiere titolare durante la stagione del 2009.

## Palmarès

### Competizioni nazionali
- Campionato argentino: 1

River Plate: Clausura 2008